# Yewa Nord
Yewa Nord, anciennement Egbado Nord, est une zone de gouvernement local de l'État d'Ogun au Nigeria,.

## Source
- (en) Cet article est partiellement ou en totalité issu de l’article de Wikipédia en anglais intitulé « Yewa North » (voir la liste des auteurs).